# 마이걸 (2005년 드라마)
《마이걸》은 2005년 12월 14일부터 2006년 2월 2일까지 방영한 SBS 드라마 스페셜이다.

## 줄거리
귀여운 사기꾼 주유린은 만난 지 10초만에 친구로 만들어버리는 친화력과 경제 관념을 겸비했는데, 어느 날처럼 사기가 한창인 날에 쿨하고 지적이며 재능까지 있는 실업가 설공찬을 만난다. 거짓말쟁이로 태어났지만 진짜 사기꾼은 될 수 없었던 한 여자와, 모든 것을 가지고 태어났지만 유린을 만난 후에야 완벽하다는 것을 알게 된 오만한 남자의 이야기.

## 등장 인물

### 주요 인물
- 이다해 : 주유린 역 (아역 윤정은)

친화력과 경제 관념, 거짓말에 능숙한 제주 관광 가이드. 어렸을 때부터 아버지와 함께 빚쟁이를 피해다녔고, 결국 아무 연고도 없는 제주도로까지 도망가기에 이른다. 처음에는 공찬의 가짜 손녀 제안을 거절하지만, 월급 주는 직원이란 말에 안 되는 줄 알면서도 결국 받아들인다.
- 이동욱 : 설공찬 역

로얄 호텔의 상무. 할아버지의 마지막 소원을 들어드리기 위해, 급할 때 거짓말은 해도 대놓고 사기는 못 친다는 유린을 설득해 직원(손녀)으로 고용한다.
- 이준기 : 서정우 역

여자 좋아하고 술 좋아하는 공찬의 친구. 부드럽고 상냥한 성격의 낙천 주의자로 인생은 짧고 즐길 일은 넘친다.
- 박시연 : 김세현 역

'한국의 샤라포바'로 불리는 테니스 선수. 공찬과 교제했지만 꿈을 위해 러시아로 떠난다.

### 주변 인물
- 변희봉 : 설웅 역

공찬의 할아버지이자 로얄 호텔의 회장. 쇠하고 병 든 후에야 젊었을 때 내쫓은 외동딸을 그리워 하고, 공찬이 데리고 온 가짜 손녀 유린의 간호로 점차 호전된다.
- 정한헌 : 주태형 역

도박빚 때문에 늘 쫓기는 유린의 아버지. 세현을 도와 설회장의 진짜 손녀를 찾는다.
- 최란 : 배인선 역

공찬의 이모.
- 안석환 : 장일도 역

설 회장의 집사.
- 김용림 : 장형자 역

정우의 어머니. 로얄 호텔의 대주주.
- 이언정 : 윤진경 역

공찬의 비서.
- 황보라 : 안진심 역

서울에서 작은 미용실을 운영하는 유린의 미용사 친구. 상경한 유린에게 식사와 잠자리를 제공한다.
- 조계형 : 안진규 역

진심의 동생.

### 그 외 인물
- 오지영 : 세현의 매니저 역
- 김인하
- 최민서
- 한영광 : 별장 관리자 역
- 전성애 : 유린에게 안내받는 제주도 관광 손님 역
- 신종순
- 박동일
- 강민서
- 강수정
- 이성호 : 의사 역
- 공재원 : 의사 역
- 김선영
- 최한나
- 서지연 : 호텔 안내데스크 직원 역
- 현숙희 : 오사카에서 공찬의 고모를 아는 여자 역
- 변신호
- 김수련
- 유현호
- 이경순
- 김대성 : 호텔 임원 역
- 유인석 : 노숙자 역
- 석정만 : 노숙자 역
- 한지선
- 장주연 : 음식점 직원 역
- 유승민 : 기자 역
- 이진화
- 홍혜령
- 최윤준 : 마을 이장의 생신잔치에 참석한 남자 역
- 임천용
- 이종구 : 침 놓는 할아버지 역
- 이두경 : 정우와 부딪힌 흥신소 직원 역
- 윤영목 : 길에서 '미스 주'라고 부르는 남자 역
- 이현 : 정우가 아는 bar 사장 역
- 한동환
- 양혜원
- 조지환 : 유린에게 진단서 보여주는 남자 역
- 이영석 : 유린이 킬러라고 오해한 영화감독 역
- 김현경
- 박진수
- 김재흠 : 경찰 역
- 원유미
- 권기민
- 문영미 : 수녀 역
- 이영희
- 이영진
- 이장옥
- 이영미
- 박선희
- 김영래
- 김선녀
- 채원
- 김성훈
- 박종원
- 손영순 : 일본에서 유린과 유린의 아버지를 아는 여자 역
- 박진성
- 이정훈 : 쥬얼리 매장 직원 역
- 김아린
- 현영임 : 간호사 역
- 김진선
- 박지연 : 어린 최하나(하나 슈이치) 역 - 공찬의 사촌동생, 설웅의 외손녀
- 이승훈
- 단강호 : 쥬얼리매장의 사장 역
- 서영탁 : 주태형과 아는 사이인 도박PC방 사장 역
- 원종례 : 공찬과 정우의 맞선을 주선한 여자 역
- 김희라 : 유린에게 관광안내 받고 일본으로 돌아가는 손님 역
- 김미옥 : 공찬이 공항에서 펜을 빌려준 여자 역
- 김진양 : 유린에게 관광안내 받고 일본으로 돌아가는 손님 역
- 김선은 : 여행사 '먹구닷컴'의 직원 역
- 김영대
- 김건호 : 공찬에게 침을 놓는 한의사 역
- 이정수
- 민병애 : 유린에게 서울관광 안내를 받는 손님 역
- 김추월 : 유린에게 서울관광 안내를 받는 손님 역
- 김윤선
- 송승훈
- 노현석
- 우희상
- 정다경

### 특별출연
- 김종하 : 사채업자 역
- 유현철 : 주태형의 발에 걸려 넘어진 남자 역
- 한채영 : 성춘향 역 - 설 회장의 손녀
- 재희 : 이몽룡 역 - 춘향의 남편

## 스태프
- 책임프로듀서 : 김영섭
- 프로듀서 : 배태섭
- 극본 : 홍정은, 홍미란
- 연출 : 전기상
- 조연출 : 박수철
- 촬영감독 : 배홍수
- 외주 제작 : DSP Entertainment, 칼리스타
- 제작 PD : 양광신
- 마케팅 PD : 문진기

## O.S.T.
| #            | 제목                   | 가수                            | 재생 시간 |
| ------------ | ---------------------- | ------------------------------- | --------- |
| 1.           | 〈첨부터〉             | 연우                            | 3:59      |
| 2.           | 〈Never say goodbye〉  | 박소빈, 마리오&, 송보람, 고은주 | 3:58      |
| 3.           | 〈서른 번쯤〉          | KYO                             | 3:45      |
| 4.           | 〈Alone〉              | 임재완                          | 3:36      |
| 5.           | 〈상어를 사랑한 인어〉 | 조관우                          | 4:40      |
| 6.           | 〈늘〉                 | 나무자전거                      | 3:46      |
| 7.           | 〈My Girl〉            | 박용석                          | 3:55      |
| 8.           | 〈사랑은 힘든가 봐〉   | 이지수                          | 3:33      |
| 9.           | 〈Alone〉              | Kara                            | 3:35      |
| 10.          | 〈상어를 사랑한 인어〉 | 비애 (박희경)                   | 4:22      |
| 11.          | 〈Happy Happy〉        | 송보람                          | 3:41      |
| 12.          | 〈사랑이 심심해서〉    | K2                              | 3:53      |
| 총 재생 시간 | 총 재생 시간           | 총 재생 시간                    | 46:43     |

## 시청률
최저 시청률과 최고 시청률은 시청률 조사회사와 지역별로 시청률에 차이가 있을 수 있습니다.
| 각 화       | 방송일           | 시청률 |
| ----------- | ---------------- | ------ |
| 1회         | 2005년 12월 14일 | 14.6%  |
| 2회         | 2005년 12월 15일 | 15.7%  |
| 3회         | 2005년 12월 21일 | 16.5%  |
| 4회         | 2005년 12월 22일 | 18.8%  |
| 5회         | 2005년 12월 28일 | 18.7%  |
| 6회         | 2005년 12월 28일 | 21.9%  |
| 7회         | 2006년 1월 4일   | 22.8%  |
| 8회         | 2006년 1월 5일   | 23.3%  |
| 9회         | 2006년 1월 11일  | 21.3%  |
| 10회        | 2006년 1월 12일  | 24.1%  |
| 11회        | 2006년 1월 18일  | 21.0%  |
| 12회        | 2006년 1월 19일  | 24.3%  |
| 13회        | 2006년 1월 25일  | 21.1%  |
| 14회        | 2006년 1월 26일  | 22.8%  |
| 15회        | 2006년 2월 1일   | 23.3%  |
| 16회        | 2006년 2월 2일   | 24.0%  |
| 평균 시청률 | 평균 시청률      | 20.9%  |

## 수상 경력
- 2005년 SBS 연기대상 10대 스타상 이다해

## 이모저모
- 이다해가 맡았던 주유린 역은 당초 김희선이 낙점됐으나 코믹물이라는 이유[1]로 거절한 바 있었다.
- 셀 수 없이 많은 드라마에서 지겹도록 다뤄온 ‘재벌 2세’와 ‘캔디형 여주인공’의 사랑 이야기를 또 내세웠다는 지적을 사야 했다[2].